# Феррейра Соза, Рикарду Мануэл
Рика́рду Мануэ́л (Каду́) Ферре́йра Со́уза (порт. Ricardo "Cadú" Manuel Ferreira Sousa; род. 21 декабря 1981, Пасуш-ди-Феррейра, Португалия) — португальский футболист, защитник

## Карьера
В 2006 году португальца купил румынский «ЧФР», где он и добился наибольших высот в своей карьере. В составе клуба из Трансильвании Каду трижды стал чемпионом страны, также трижды выиграл Кубок Румынии и дважды одерживал победу в Суперкубке Румынии. Также 31-летний португалец трижды играл в Лиге чемпионов.
25 февраля в матче румынского чемпионата между клубами «Васлуй» и «ЧФР Клуж» Каду оставил болгарского футболиста и игрока «Васлуя» Живко Миланова без пяти зубов.

## Достижения
ЧФР
- Чемпион Румынии (3): 2007/08, 2009/10, 2011/12
- Обладатель Кубка Румынии (3): 2008, 2009, 2010
- Обладатель Суперкубока Румынии (2): 2009, 2010